# 柘の滝鍾乳洞

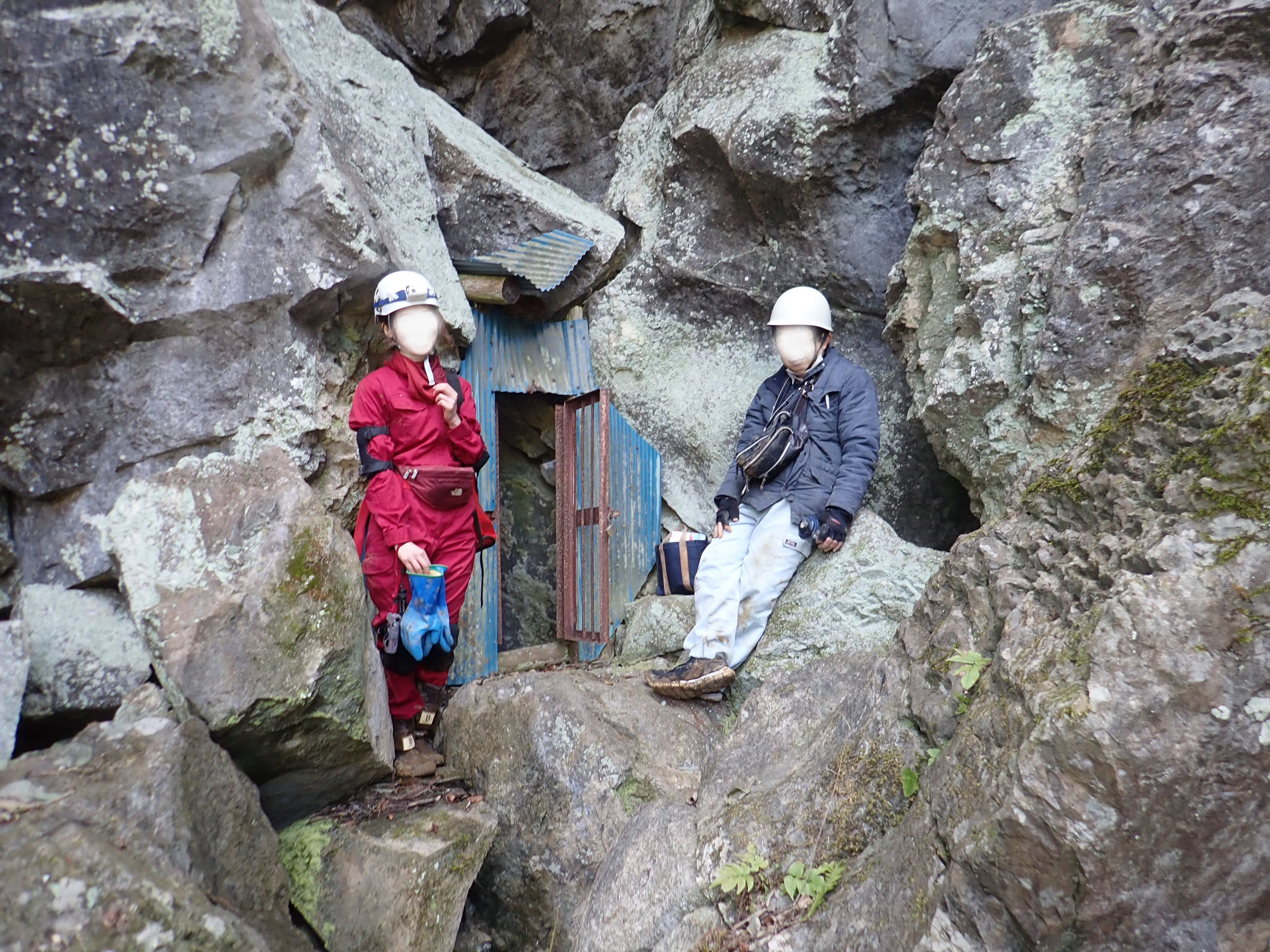
急崖下に開く洞口

柘の滝鍾乳洞（つげのたきしょうにゅうどう）は宮崎県西臼杵郡高千穂町にある国の天然記念物の鍾乳洞。

## 概要

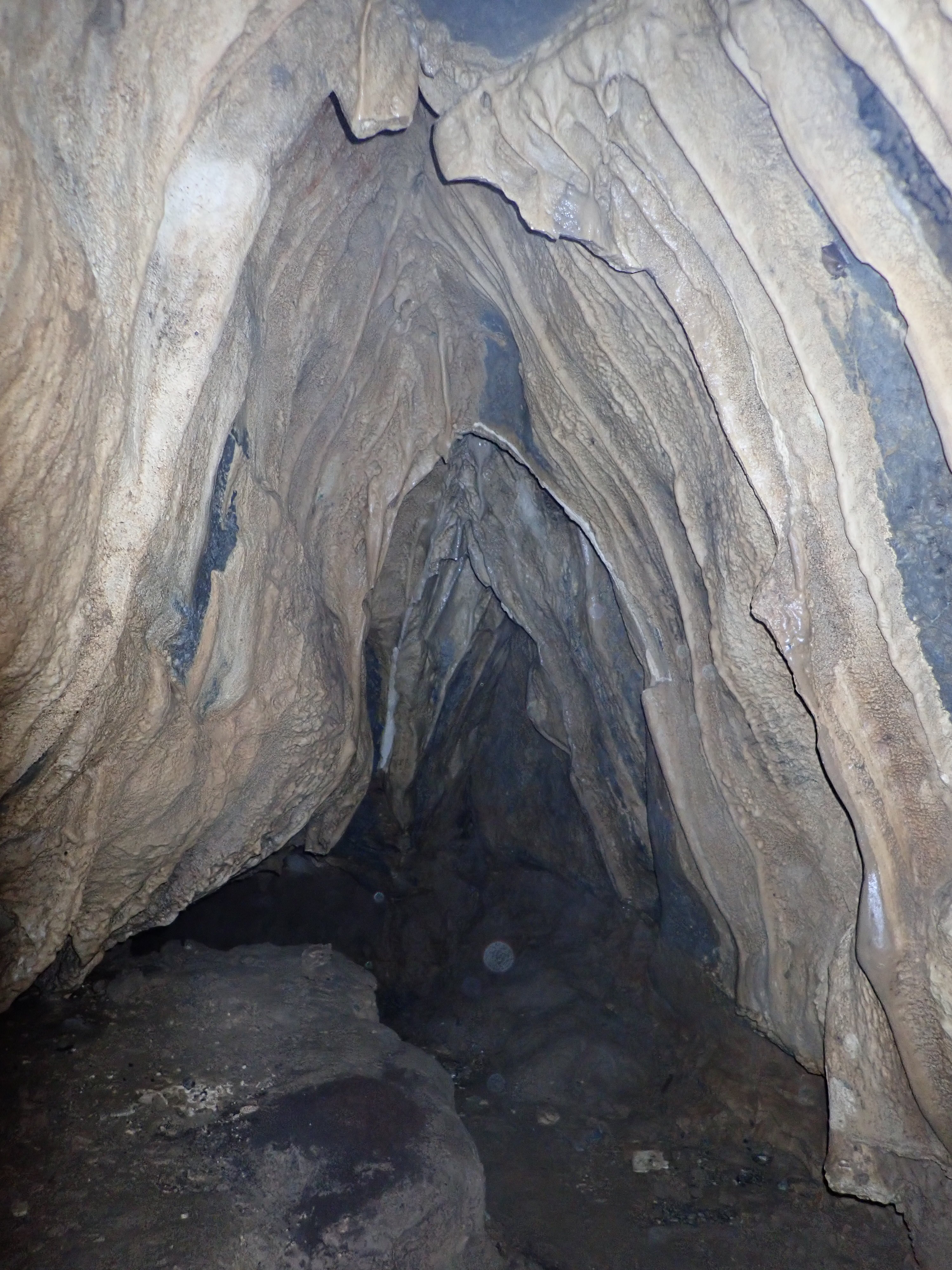
特徴的な洞壁形態

宮崎県高千穂町黒仁田部落の石灰岩（烏帽子岳）崖下に開口する黒仁田鍾乳洞群のひとつ。柘の滝と呼ばれる石灰岩急崖は西方の太子ヶ岩屋に続く同一の石灰岩帯である。1933年（昭和8年）2月28日国の天然記念物に指定された。柘の滝には柘の滝鍾乳洞のほか、小規模であるが太鼓岩鍾乳洞、乳岩、ホウム洞が開口している。向山南小学校の南側に位置しており、向山南小学校の校門に天然記念物記念碑が建立されている。

## 特徴
秋元地区に向かう道路より洞口までの高距離は75m、徒歩距離で240m。柘の滝鍾乳洞をはじめとする黒仁田鍾乳洞群の岩相は石灰岩、チャート、塩基性火山噴出物からなりこれに砂岩、粘板岩を伴う。洞長は80m、洞口より主洞は南東方向へ延びる。支洞は少なく洞床は砂岩、小石で覆われている。フローストーンやカーテンなどの二次生成物が発達しているが、施錠管理される前にかなりの盗掘被害を受けておりめぼしい鍾乳石の多く失った負の歴史を持つ鍾乳洞である。

## 見学
洞口は施錠されており、管理者である宮崎県高千穂町教育委員会、または高千穂町コミュニティーセンター（歴史民俗資料館）への申請が必要

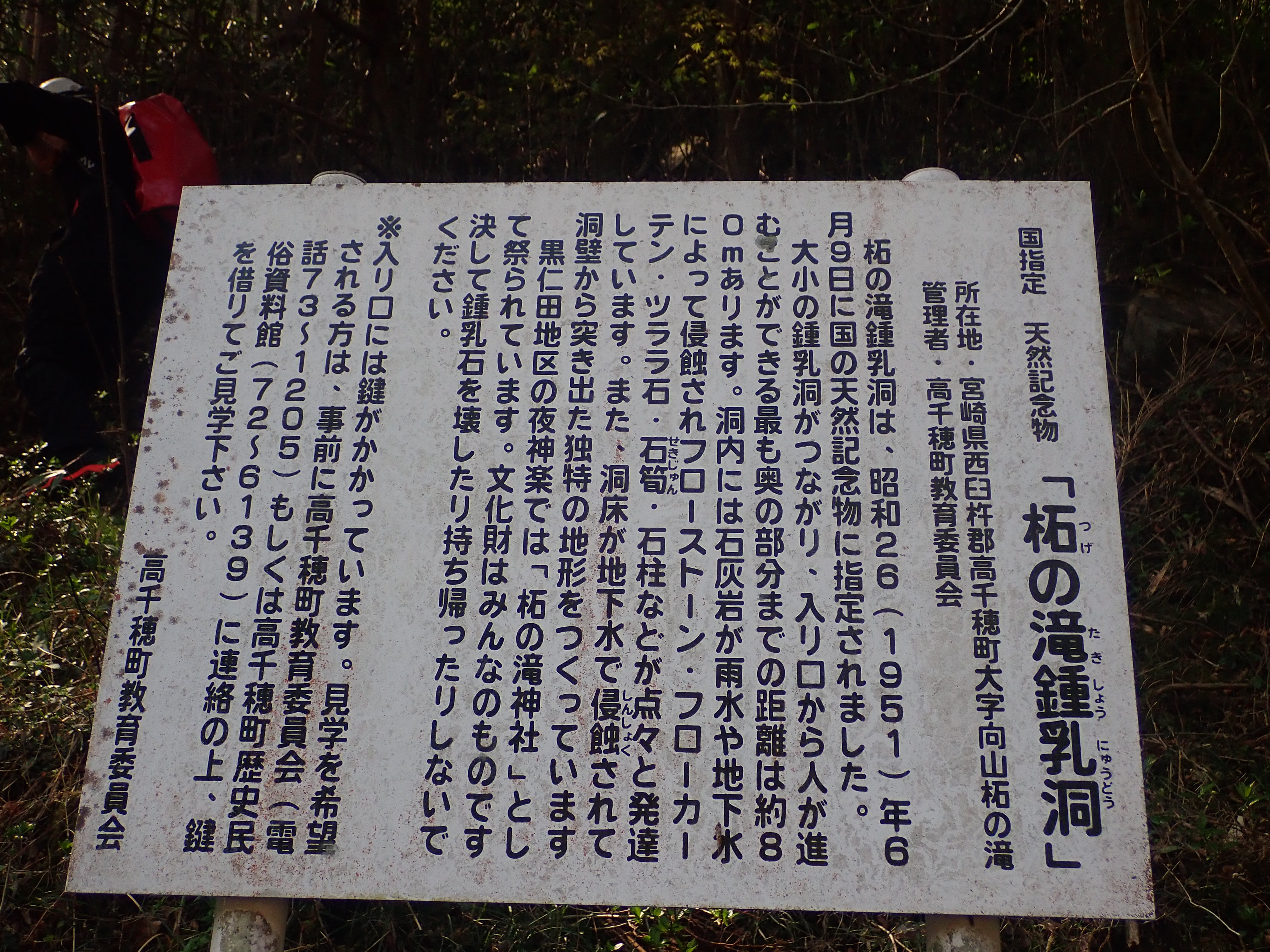
説明書き（天然記念物指定された日付に誤りがある）
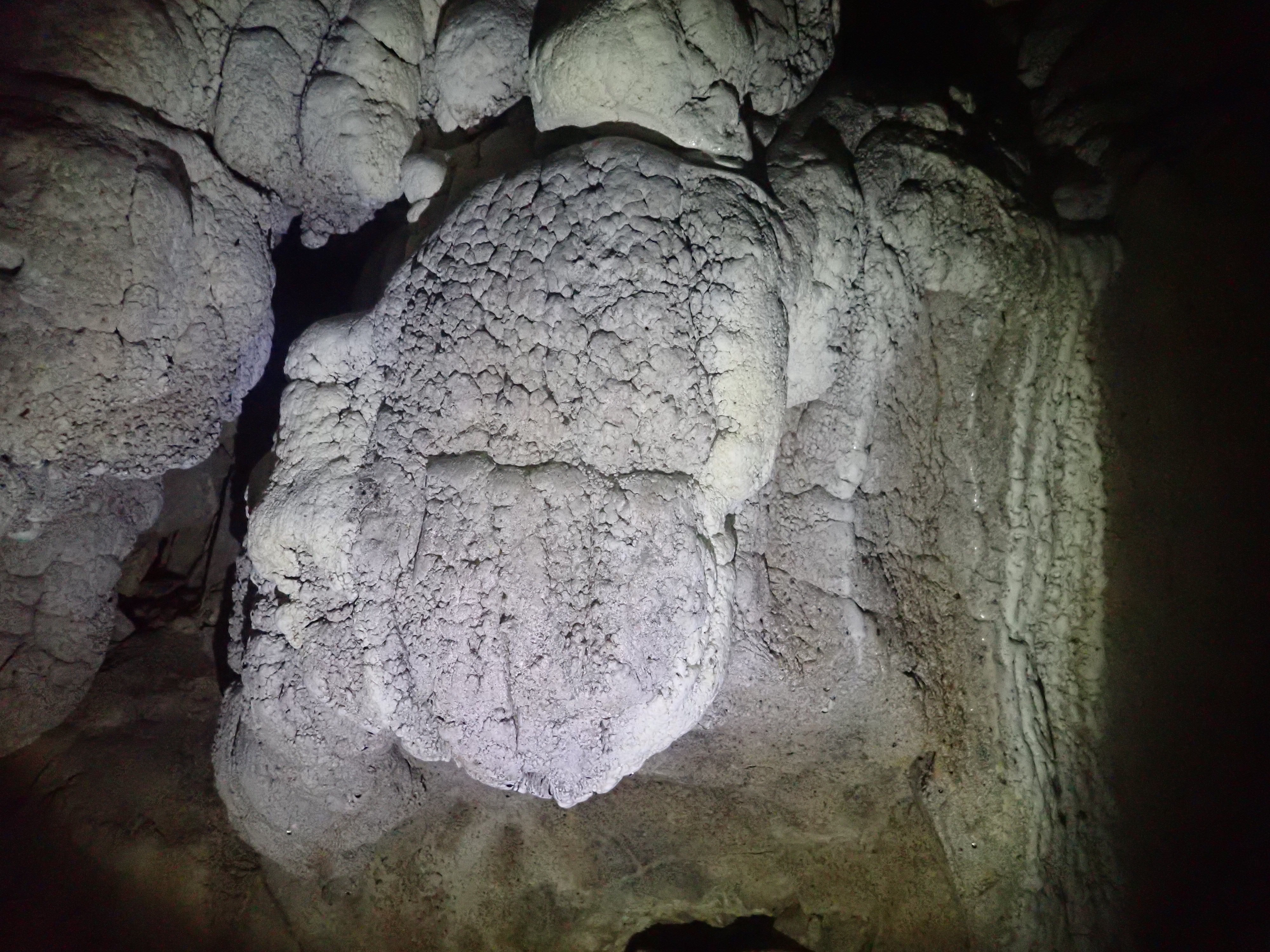
二次生成物
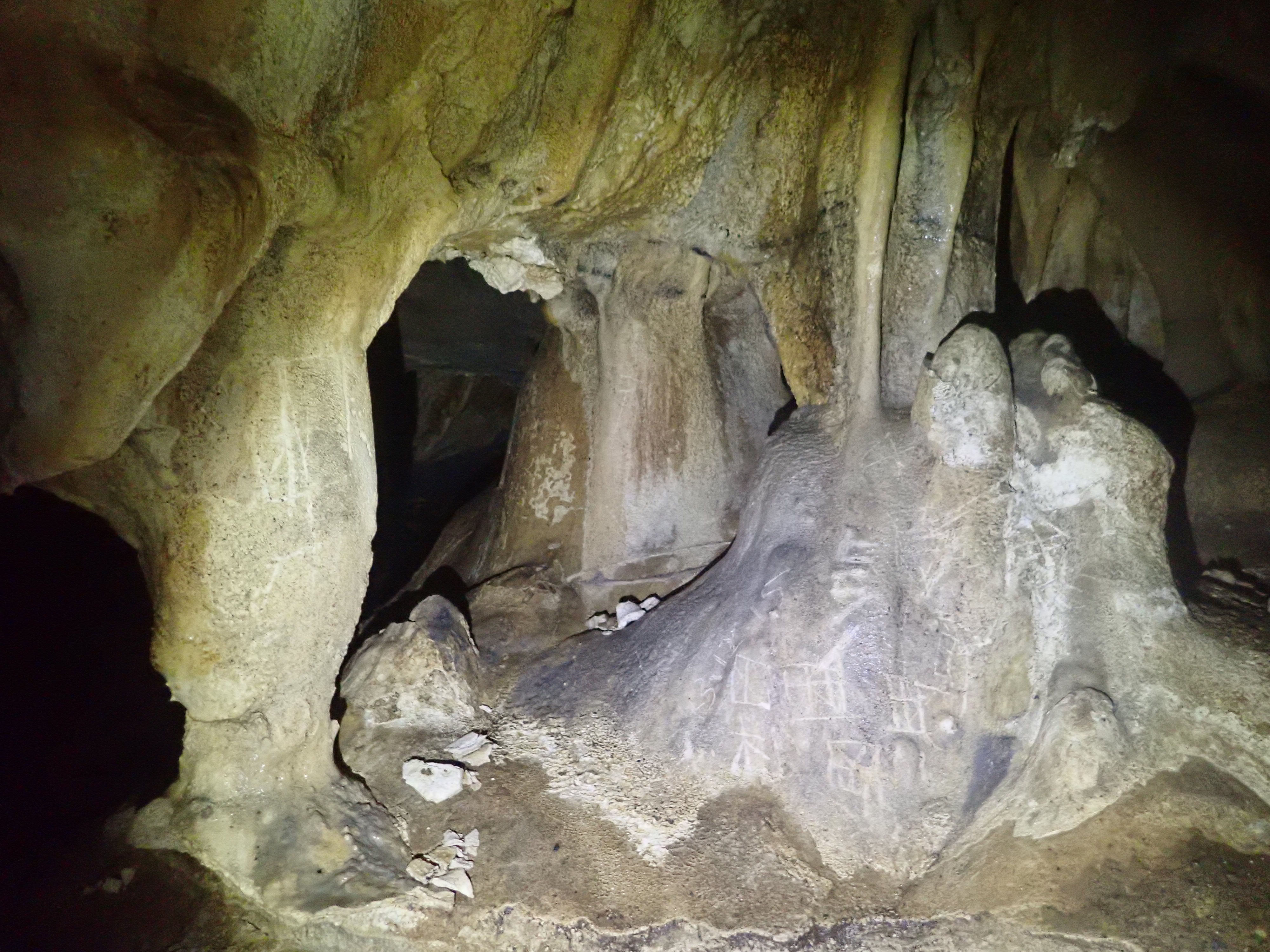
柘の滝鍾乳洞にみられる石柱と石筍。

## 住所
宮崎県西臼杵郡高千穂町大字向山柘の滝